# Mircea Vodă (Constanța megye)
Mircea Vodă község Constanța megyében, Dobrudzsában, Romániában. A hozzá tartozó települések: Gherghina, Satu Nou és Ţibrinu.

## Fekvése
A település az ország délkeleti részén található, a megye középső részén, Medgidia és Cernavodă között. Konstancától ötvenöt kilométerre nyugatra helyezkedik el, a Dobrudzsai-hátságon.

## Története
A települést tatárok alapították. Régi török neve Akpınar (románul: Acpunar). A 20. század elején a Cilibichioi nevet vette fel, 1931-ben pedig ismét átkeresztelték, ekkor I. Mircea havasalföldi fejedelem után Mircea Vodă-ra.
1881-ben érkeztek az első román telepesek a faluba, ahol ekkor mintegy 40-50 tatár család élt. A település 1893 és 1914 között Tortomanu, 1914 és 1925 között Saligny és 1926-1931 között pedig Satu Nou községekhez tartozott.
1951-ben községi rangot kapott és alárendelték Satu Nou, Tibrinu valamint Gherghina falvakat. 1968-ban újabb három települést csatoltak hozzá (Saligny, Ştefan cel Mare, Făclia).
2004-ben, az új közigazgatási törvények értelmében Saligny községi rangot kapott és hozzárendelték Ştefan cel Mare valamint Făclia falvakat.
Az első világháború során, 1916 és 1918 között német, bolgár valamint osztrák-magyar csapatok foglalták el Dobrudzsát. Ezekben az években több heves csata is zajlott a község környékén, az elesett katonákat, mintegy 8000 főt, nemzetiségtől függetlenül közös temetőben helyezték el a település határában. Tiszteletükre építették a „Mircea cel Bătrân” hősí emlékművet, mely egy három kupolás kápolna. A két kisebb és egy nagyobb kupola freskóit 1977 és 1978 között készítették.

## Lakossága
A nemzetiségi megoszlás a következő:
| 2002     | 2002 | 2002   |
| -------- | ---- | ------ |
| Románok  | 7007 | 98,91% |
| Romák    | 54   | 0,76%  |
| Tatárok  | 14   | 0,19%  |
| Törökök  | 6    | 0,08%  |
| Magyarok | 2    | 0,02%  |
| Németek  | 1    | 0,01%  |
| Összesen | 7084 | 100,0% |

## Címere
Címere pajzs alakú, melyet egy ezüst korona fed. A pajzs két részre van osztva. A felső vörös alapszínű, melyben középen négy darab, csokorba fogott és aranyszínű búzakalász található, oldalról közrefogva egy-egy szőlőfürttel. A négy szál búza a községet alkotó négy falura, a szőlő pedig a mezőgazdaságra valamint a borászatra utal. A pajzs alsó részén kék alapon a Mircea cel Bătrân nevét viselő hősi emlékmű ezüst színű képét helyezték el. Ez pedig az első világháború során itt zajlott csatákra emlékeztet.

## Látnivalók
- „Mircea cel Bătrân” hősí emlékmű
- Ortodox „Sfintții Împarațti Constantin și Elena” templom - a kereszt alakú, egyetlen kupolás épületet 1922-ben szentelték fel.

## Külső hivatkozások
- A település honlapja
- Dobrudzsa településeinek török nevei
- 2002-es népszámlálási adatok